# 飯島滋弥
飯島 滋弥（いいじま しげや、1918年10月11日 - 1970年8月9日）は、千葉県香取郡吉田村（現在の匝瑳市吉田）出身のプロ野球選手（内野手、外野手）・コーチ・監督、解説者。

## 経歴

### プロ入り前
旧制千葉中学校時代の1931年と1932年に甲子園へ二度出場。旧制慶應義塾大学に進学後は一塁を守り「百万ドルの内野陣」と謳われた。東京六大学リーグでは通算38試合に出場し、112打数25安打、打率.223、1本塁打。卒業後は日立航空に務めるが、視力と右膝が悪かったために軍隊に召集されなかった。

### 現役時代
戦後、職業野球が再開されると、28歳で新しく結成されたセネタースへ入団。1946年は新人ながら主将を任され、大下弘と共に中軸を打ち、打率.312（7位）、本塁打12本（2位）の成績をあげる。しかし、翌1947年に球団が東急に売却されると打撃不振に陥り、フロントとの確執もあって、1948年7月に解雇され、金星スターズへ移籍。しかし、この時期の移籍は禁止されていたため、出場できなかった。
同年オフに大映が金星を買収して大映スターズになると、翌1949年は打率.293、本塁打25本を放ち主軸に返り咲く。その後も主軸打者として、1950年は打率.322（リーグ6位）、77打点（リーグ8位）、1951年は打率.294（9位）、63打点（4位）と好成績を残した。1951年10月5日の対阪急戦（大須球場）では1回表に満塁ホームラン、7回表に満塁ホームランと3ランホームランの1イニング2本塁打の計3本の本塁打を放ち、1試合2満塁本塁打、1試合11打点、1イニング7打点の日本プロ野球記録を打ち立てた。この試合のスコアブックは大映のチーム一同が夜行列車で東京に運び、翌朝の東京駅で飯島がリーグの記録員に手渡した。飯島にはリーグから表彰状が後日贈られたが、記録員の山内以九士によると、飯島は「三つの記録を作ったのだから三枚の表彰状をくれてもよさそうなものなのに」という反応を示したという。
1952年には打率.336で首位打者のタイトルを獲得、当時のパ・リーグ記録となる78四球を選んだ。
1954年も主に四番を打って、打率.261、61打点を記録するが、同年オフに自由契約となって、南海ホークスへ移籍。
1955年は開幕戦から5番・一塁で出場していたが、高橋ユニオンズから加入した深見安博が右翼手で起用され、近鉄から加入した杉山光平が一塁に回ったことからレギュラー争いに敗れ、73試合の出場で打率.180に終わる。同年限りで現役を引退した。

### 引退後
引退後は、日本短波放送「プロ野球ナイトゲーム中継」（1956年 - 1959年）、文化放送、フジテレビ、ニッポン放送、ラジオ関東で解説者として活動。1967年に一軍打撃コーチとして古巣・東映に復帰し、「月に向かって打て」という名言で大杉勝男をホームラン打者として大成させたことで知られる。1968年からは二軍監督を務めたが、同年シーズン途中で休養した大下弘監督に代わり、後半からは監督代理を務めた。二軍監督に戻った1969年限りで退団。
1970年8月9日に胃がんのため死去。51歳没。
亡くなる前日の8月8日に、飯島は後楽園球場のスタンドで、グラウンドにいた当時巨人監督の川上哲治と会話をしたという話がある。川上が同球場の監督室で飯島の訃報を聞いた際、近藤唯之をはじめ居合わせた記者にその話をしたところ、誰もが「まさか」と思い、そのうちの一人が「胃癌で亡くなった人がその前日に球場に来ることができますか」と言ったが、川上は「飯島さんに会ったものは会った」と自説を譲らなかったという。これについて近藤は著作の中で、「川上は嘘をつく人ではないし、第一こんなことで嘘をついても仕方ないので、飯島の最後の執念がそうさせたとしか思えない」と綴っている。

## 選手としての特徴
調子に波があったが、選球眼が良く、打ちだしたら止まらなかった。失策の少ない三塁守備も安定感があったが、守備連携に難があり、守備位置は一塁、右翼と移った。

## 人物
性格は天才肌の一言居士で気難しく、わがままと評された。また、シーズンオフの契約更改でよく揉めていたため、ゴネ島の異名があった。

## 詳細情報

### 年度別打撃成績
| 年 度      | 球 団                | 試 合 | 打 席 | 打 数 | 得 点 | 安 打 | 二 塁 打 | 三 塁 打 | 本 塁 打 | 塁 打 | 打 点 | 盗 塁 | 盗 塁 死 | 犠 打 | 犠 飛 | 四 球 | 敬 遠 | 死 球 | 三 振 | 併 殺 打 | 打 率 | 出 塁 率 | 長 打 率 | O P S |
| ---------- | -------------------- | ----- | ----- | ----- | ----- | ----- | -------- | -------- | -------- | ----- | ----- | ----- | -------- | ----- | ----- | ----- | ----- | ----- | ----- | -------- | ----- | -------- | -------- | ----- |
| 1946       | セネタース 東急 急映 | 103   | 455   | 378   | 68    | 118   | 23       | 5        | 12       | 187   | 57    | 11    | 4        | 2     | --    | 72    | --    | 3     | 32    | --       | .312  | .426     | .495     | .921  |
| 1947       | セネタース 東急 急映 | 112   | 469   | 386   | 45    | 90    | 20       | 3        | 6        | 134   | 34    | 7     | 4        | 2     | --    | 75    | --    | 6     | 41    | --       | .233  | .366     | .347     | .713  |
| 1948       | セネタース 東急 急映 | 47    | 180   | 155   | 14    | 32    | 6        | 1        | 3        | 49    | 14    | 4     | 1        | 0     | --    | 24    | --    | 1     | 17    | --       | .206  | .317     | .316     | .633  |
| 1949       | 大映                 | 122   | 494   | 423   | 70    | 124   | 29       | 2        | 25       | 232   | 84    | 4     | 3        | 1     | --    | 67    | --    | 3     | 46    | --       | .293  | .394     | .548     | .942  |
| 1950       | 大映                 | 111   | 484   | 423   | 78    | 136   | 20       | 2        | 27       | 241   | 77    | 12    | 2        | 0     | --    | 52    | --    | 9     | 44    | 19       | .322  | .407     | .570     | .977  |
| 1951       | 大映                 | 85    | 360   | 313   | 56    | 92    | 14       | 0        | 18       | 160   | 63    | 1     | 0        | 1     | --    | 44    | --    | 2     | 40    | 6        | .294  | .384     | .511     | .896  |
| 1952       | 大映                 | 119   | 495   | 411   | 68    | 138   | 19       | 5        | 13       | 206   | 59    | 2     | 1        | 1     | --    | 78    | --    | 5     | 31    | 15       | .336  | .447     | .501     | .949  |
| 1953       | 大映                 | 60    | 192   | 156   | 12    | 38    | 6        | 0        | 0        | 44    | 20    | 3     | 0        | 2     | --    | 29    | --    | 5     | 17    | 11       | .244  | .379     | .282     | .661  |
| 1954       | 大映                 | 121   | 491   | 418   | 44    | 109   | 18       | 0        | 10       | 157   | 61    | 4     | 6        | 3     | 5     | 58    | --    | 7     | 46    | 12       | .261  | .360     | .376     | .736  |
| 1955       | 南海                 | 73    | 168   | 133   | 6     | 24    | 3        | 1        | 1        | 32    | 15    | 0     | 1        | 0     | 1     | 28    | 0     | 6     | 32    | 5        | .180  | .347     | .241     | .588  |
| 通算：10年 | 通算：10年           | 953   | 3788  | 3196  | 461   | 901   | 158      | 19       | 115      | 1442  | 484   | 48    | 22       | 12    | 6     | 527   | 0     | 47    | 346   | 68       | .282  | .391     | .451     | .842  |

- 各年度の太字はリーグ最高
- セネタースは、1947年に東急（東急フライヤーズ）に、1948年急映（急映フライヤーズ）に球団名を変更

### 年度別監督成績
| 年度      | 球団      | 順位      | 試合 | 勝利 | 敗戦 | 引分 | 勝率 |
| --------- | --------- | --------- | ---- | ---- | ---- | ---- | ---- |
| 1968      | 東映      | 6位       | 55   | 21   | 33   | 1    | .389 |
| 通算：1年 | 通算：1年 | 通算：1年 | 55   | 21   | 33   | 1    | .389 |

- 1968年は8月4日から閉幕まで大下弘の休養による監督代理

### タイトル
- 首位打者：1回 （1952年）
- 最高出塁率：1回（1952年）※当時は連盟表彰無し

### 表彰
- ベストナイン：3回 （外野手部門：1950年 - 1952年）
- オールスターゲームMVP：1回 （1952年第2戦）

### 記録
- 1イニング最多本塁打：2、1951年10月5日、対阪急戦、7回に3ランと満塁本塁打 ※NPB史上3人目[12]
- 1試合最多満塁本塁打：2、1951年10月5日、対阪急戦 ※NPB記録[13]
- 1イニング最多打点：7、1951年10月5日、対阪急戦 ※NPB記録[14]
- 1試合最多打点：11、1951年10月5日、対阪急戦 ※NPB記録[14]
- 新人三割打者：1946年 ※NPB史上2人目[15]
- オールスターゲーム出場：3回 （1951年、1952年、1954年）

### 背番号
- 4 （1946年 - 1948年）
- 5 （1949年 - 1954年）
- 1 （1955年）
- 40 （1967年）
- 50 （1968年 - 1969年）

## 関連情報

### 出演番組
- BASEBALL SPECIAL〜野球道〜 - 同局プロ野球中継の現行タイトル。
- プロ野球ニュース - 第1期
- ニッポン放送ショウアップナイター - 同局プロ野球中継の現行タイトル。
- ラジオ日本ジャイアンツナイター - 同局プロ野球中継（ナイター）の現行タイトル。